# فاغنر (لاعب كرة قدم، و. 1987)
فاغنر (بالبرتغالية: Wagner de Andrade Borges) هو لاعب كرة قدم برازيلي، ولد في 3 أبريل 1987 في ساو جوزيه دوس كامبوس في البرازيل.